# Allée couverte de Coat Menez Guen
L'allée couverte de Coat Menez Guen, appelée aussi allée couverte de Loc'h ar Pont ou Ty Corriganet, est une allée couverte située sur la commune de Melgven, dans le département français du Finistère.

## Historique
La première description connue de l'édifice est due au Chevalier de Fréminville en 1835.  V. de Montifault fouille le site en 1875. L'édifice est classé au titre des monuments historiques par arrêté du 30 janvier 1964.

## Description
Avant la fouille de 1875, l'allée était incluse dans un tumulus de forme ovale de 35 m de long sur 32 m de large composés de galets en quartz provenant de la rivière voisine, incluant des contreforts disposés à environ 4 m de distance tout autour de l'allée. Elle est orientée nord-ouest/sud-est (140°) et ouvre au sud-est. Elle mesure environ 14 m de long pour une largeur moyenne de 2 m. Elle est délimitée par douze orthostates, six de chaque côté, et une dalle de chevet, toutes les dalles sont en migmatite d'origine locale. Les dalles sont disposées en arc-boutant : elles penchent vers l'intérieur côté ouest mais sont demeurées droites côté est. L'ouverture est fermée par ne dalle échancrée.  Le sol de la chambre comportait plusieurs dalles reposant sur un lit de moellons et d'argile jaune. Trois dalles de couverture massives sont visibles côté sud. Elles reposent d'un côté sur l'arc-boutant des piliers et de l'autre sur le tumulus côté ouest. Leur utilité n'est pas évidente puisque la chambre est déjà recouverte par les dalles arc-boutées. La plus grande mesure 5,50 m de long sur 3 m de large et son poids est estimé à 20 tonnes.
Les deux tables de couverture les plus au sud comportent des cupules. La table centrale est ornée de dix-neuf cupules, réparties sur toute la surface de la dalle sans disposition particulière, dont le diamètre varie de 30 à 60 mm pour une profondeur de 6 à 16 mm. La seconde table comporte vingt-huit cupules, dont une très grosse (110 mm de diamètre sur 71 mm de profondeur), le diamètre des autres allant de 30 à 70 mm pour des profondeurs de 5 à 13 mm.

## Matériel archéologique
Lors des fouilles de 1875, des tessons d'une poterie noire, grossière et sans ornements, et d'une poterie rougeâtre assez fine décorée de filets parallèles tracés à la pointe ont été retrouvés. L'ensemble a été daté du Campaniforme.

## Folklore
Le nom de Ty Corriganet signifie la maison des korrigans. Les cupules visibles sur deux des dalles de l'allée couverte seraient des traces de doigt laissées par ses occupants.

## Annexe